# 혼 땀 리조트

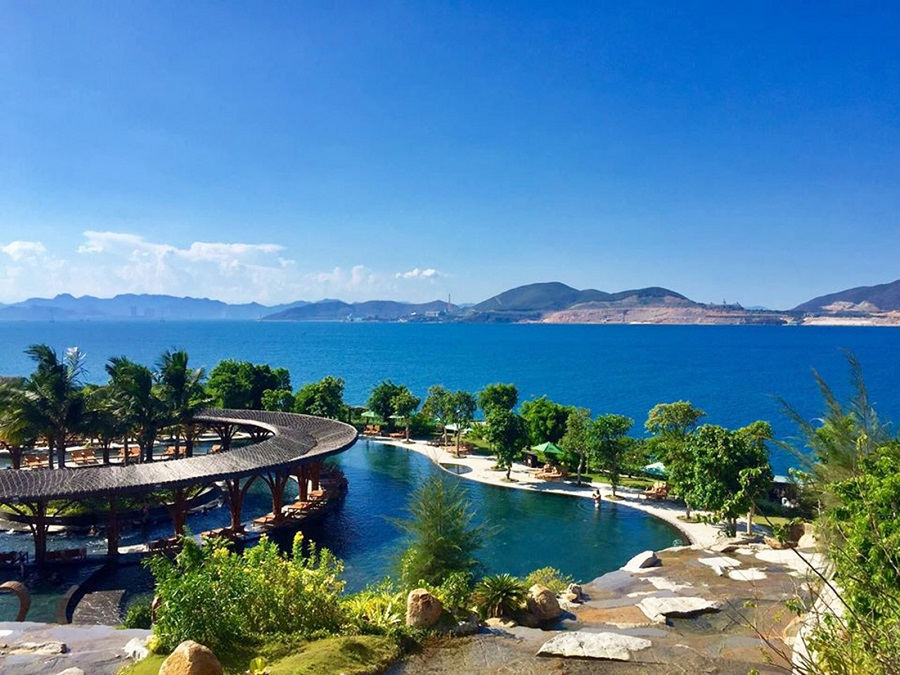

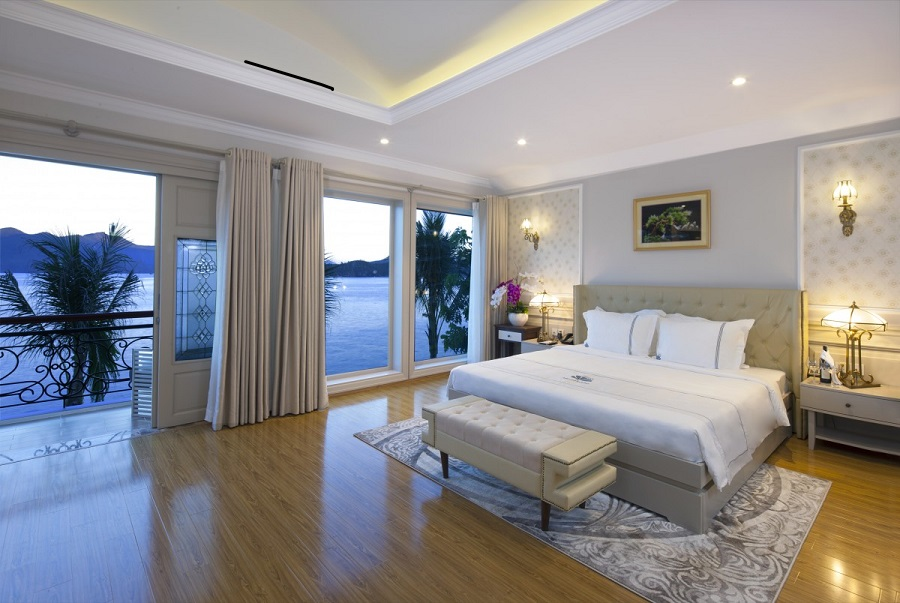
빈펄 혼땀 리조트는 자연과 럭셔리가 만나는 곳으로, 푸른 숲과 평화로운 바다 풍경, 고급 별장과 빌라, 그리고 휴식을 위한 미네랄 머드바스와 스파 시설을 제공.

빈펄 혼땀 리조트 (Vinpearl Hon Tam Resort)은 베트남 빈펄 리조트 중 하나이다.
빈펄 혼땀 리조트에 머문 손님들은 미네랄 머드바스와 스파 시설을 이용할 수 있다. 

## 빈펄의 호텔 및 리조트

### 푸꾸옥
- 빈홀리데이즈 피에스타 푸꾸옥(영어: VinHolidays Fiesta Phu Quoc)
- 빈펄 원더월드 푸꾸옥(영어: Vinpearl WonderWorld Phu Quoc)
- 빈펄 리조트 & 스파 푸꾸옥(영어: Vinpearl Resort & Spa Phu Quoc)

### 나트랑
- 혼 땀 리조트(영어: Hon Tam Resort)
- 빈펄 리조트 & 스파 나트랑 베이(영어: Vinpearl Resort & Spa Nha Trang Bay)
- 빈펄 럭셔리 나트랑(영어: Vinpearl Luxury Nha Trang)
- 빈펄 비치프론트 나트랑(영어: Vinpearl Beachfront Nha Trang)
- 빈펄 리조트 골프링크 나트랑(영어: Vinpearl Golflink Nha Trang)

### 호이안
- 빈펄 리조트 & 스파 호이안(영어: Vinpearl Resort & Spa Hoi An)
- 빈펄 리조트 & 골프 남호이안(영어: Vinpearl Resort & Golf Nam HoiAn)

### 하롱베이
- 빈펄 리조트 & 스파 하롱(영어: Vinpearl Resort & Spa Ha Long)

## 편의 시설

### 빈원더스
- 빈원더스 (놀이공원, 식물원(블루밍힐), 동물원(킹스가든), 아쿠아리움)

### 빈펄 케이블카
- 나트랑 빈펄 케이블카